# Charles Gide
Charles Gide, född 29 juni 1847 i Uzès, Gard, död 12 mars 1932 i Paris, var en fransk nationalekonom. Han var en av de kooperativa idéernas främsta förespråkare. För sin samtid var han mest känd som läroboksförfattare samt populär skriftställare. Han var farbror till André Gide.
Gide blev 1874 professor i Bordeaux, 1880 i Montpellier och 1898 i Paris. Trots att han inte utmärkte sig genom större vetenskapligt djup eller originalitet, kom han likväl att inta en betydande plats inom den franska nationalekonomin. Han var nämligen en av de första, som i detta land, där den klassiska nationalekonomin alltjämt var förhärskande inom den vetenskapliga världen, framträdde som motståndare till denna skolas uppfattning och som förkämpe för de nationalekonomiska strömningarna av främst tyskt och österrikiskt ursprung. 
Gide var följaktligen inte avvisande mot statens ingripande i det ekonomiska livet, utan förordade tvärtom bland annat en kraftig socialpolitik. För att erhålla ett språkrör för sina idéer uppsatte han tillsammans med likasinnade (bland andra Paul Cauwès) 1887 tidskriften Revue d'économie politique, som kom att innehålla en mängs av honom författade artiklar. 
Lejonparten av Gides intresse ägnades åt de kooperativa idéerna och strävandena, som han behandlade i flera avhandlingar och ströskrifter. Hans handbok Principes d'économie politique (1883; många upplagor), som översattes till flera språk, bland annat svenska ("Nationalekonomiens grunddrag", Helsingfors, 1897-99; andra upplagan 1902).